# Cratere Ayisatu
Ayisatu  è un cratere sulla superficie di Venere.